# Колобова, Виолетта Витальевна
Виоле́тта Вита́льевна Ко́лобова (род. 27 июля 1991, Дзержинск, РСФСР, СССР) — российская спортсменка-шпажистка. Двукратная чемпионка мира, трёхкратная чемпионка Европы, бронзовый призёр Олимпийских игр 2016 года в командной шпаге. Старший лейтенант Вооруженных Сил Российской Федерации.

## Биография
Окончила училище олимпийского резерва № 3, Смоленскую государственную академию физической культуры, спорта и туризма. Занимается фехтованием с 2001 года. Первый тренер Елена Николаевна Футина. Выступает за клуб «Динамо», Москва. Тренеры — Александр Сергеевич Кислюнин и Виталий Александрович Кислюнин. Дебютировала на Чемпионате Европы 2010 года в Лейпциге.
Место в рейтинге FIE — 13 (2015 год).
Является военнослужащим Росгвардии. Имеет воинское звание «старший лейтенант» (2016).
24 сентября 2019 года вышла замуж за российского борца греко-римского стиля, двукратного олимпийского чемпиона Романа Власова. 1 марта 2021 года в семье родился первенец, сын Лев. Спортсменка готовится выступать на Олимпийских Играх в Токио.

### Олимпийские игры
- Бронза — Игры XXXI Олимпиады (Рио-де-Жанейро, Бразилия) (командная шпага)

### Чемпионат мира
- Золото — Чемпионат мира по фехтованию 2013 года (Будапешт, Венгрия) (команда)
- Золото — Чемпионат мира по фехтованию 2014 года (Казань, Россия) (команда)
- Серебро — Чемпионат мира по фехтованию 2019 года (Будапешт, Венгрия) (команда)

### Чемпионат Европы
- Серебро — Чемпионат Европы по фехтованию 2011 года (Шеффилд, Великобритания) (команда)
- Золото — Чемпионат Европы по фехтованию 2012 года (Леньяно, Италия) (команда)
- Серебро — Чемпионат Европы по фехтованию 2014 года (Страсбург, Франция) (команда)
- Золото — Чемпионат Европы по фехтованию 2015 года (Монтрё, Швейцария)
- Золото — Чемпионат Европы по фехтованию 2017 года (Тбилиси, Грузия)
- Серебро — Чемпионат Европы по фехтованию 2017 года (Тбилиси, Грузия) (команда)
- Бронза — Чемпионат Европы по фехтованию 2018 года (Нови-Сад, Сербия)
- Серебро — Чемпионат Европы по фехтованию 2019 года (Дюссельдорф, Германия) (команда)

### Чемпионат России по фехтованию
- Золото — 2018 год
- Золото — 2019 год
- Серебро — 2011 год

## Награды
- Медаль ордена «За заслуги перед Отечеством» II степени (25 августа 2016 года) — за высокие спортивные достижения на Играх XXXI Олимпиады 2016 года в городе Рио-де-Жанейро (Бразилия), проявленные волю к победе и целеутремленность[5].